# Wieracieja
Wieracieja (biał. Верацея; ros. Веретея, Wierietieja) – wieś na Białorusi, w obwodzie witebskim, w rejonie orszańskim, w sielsowiecie Arechausk.

## Warunki naturalne
Wieś położona jest przy dużym kompleksie lasów i mokradeł. Od wschodu graniczy z Asintorfskim Rezerwatem Hydrologicznym, na północ od niej położony jest Babinawicki Rezerwat Krajobrazowy.